# Wohnhaus Ernst Cramer

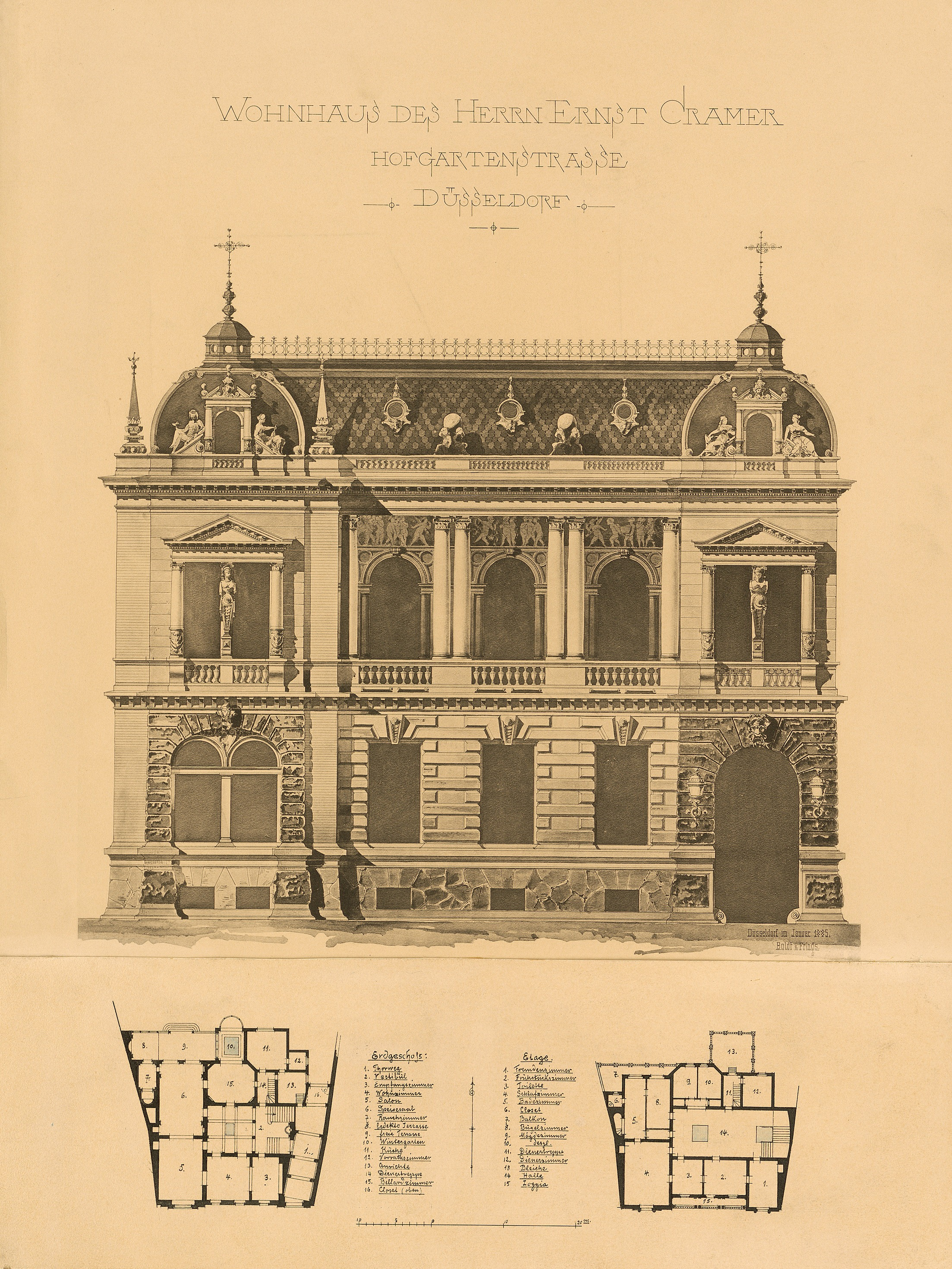
Wohnhaus Ernst Cramer

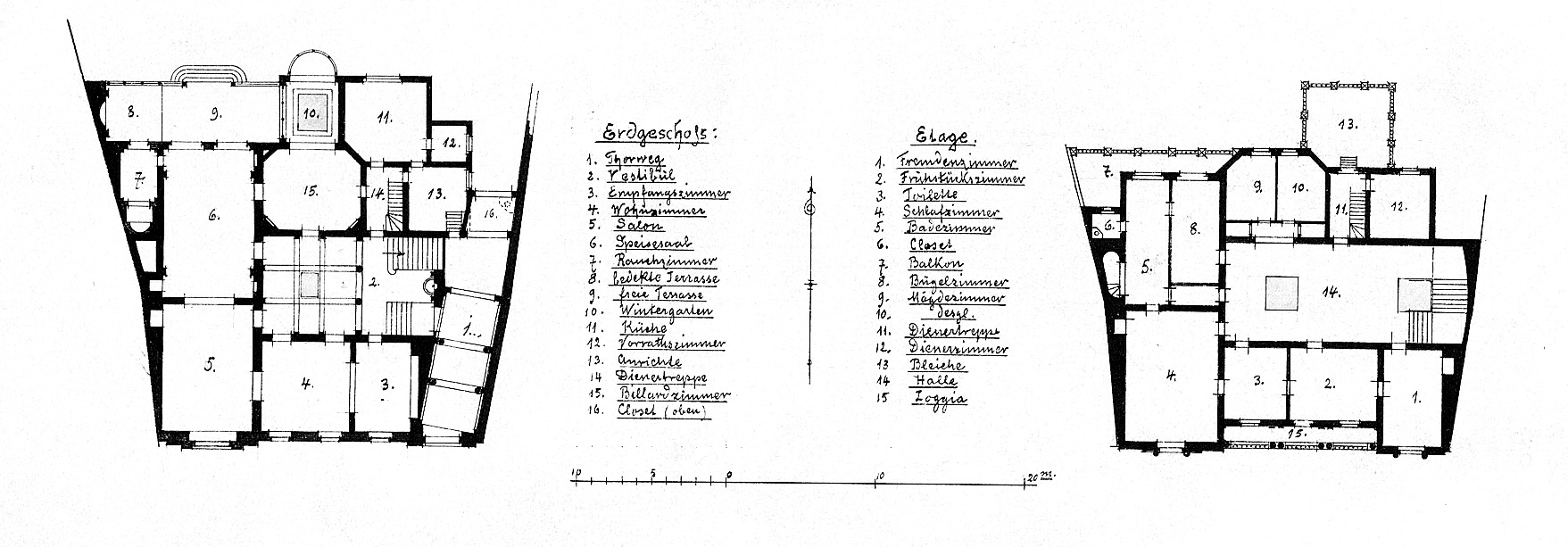
Grundriss

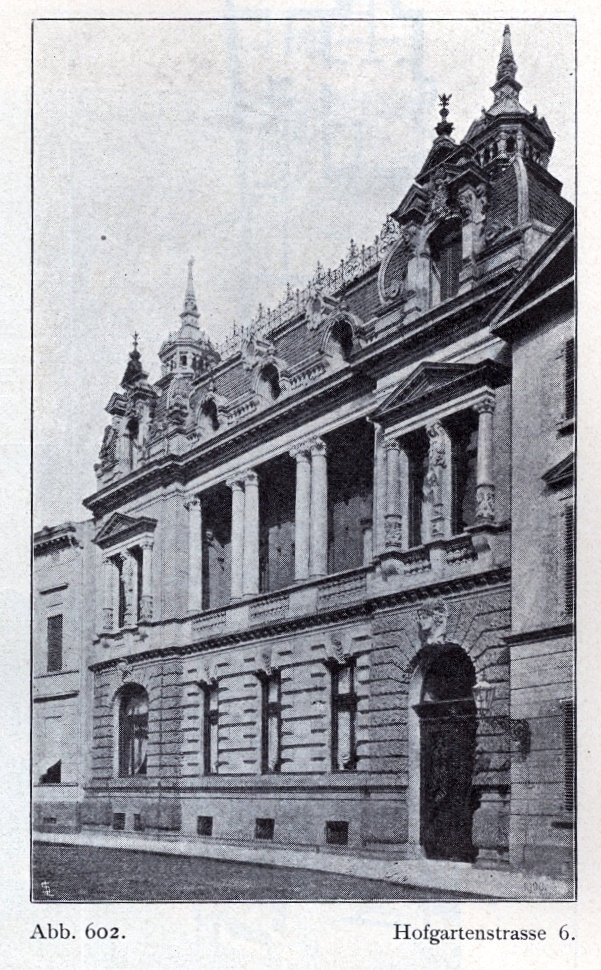
Neorenaissance, Hofgartenstraße 6

Das Wohnhaus Ernst Cramer in Düsseldorf, Hofgartenstraße 6/7, wurde 1885/1886 durch die Düsseldorfer Architekten Boldt & Frings für den Unternehmer und Beigeordneten Ernst Cramer erbaut. Es war später Sitz verschiedener Unternehmen bzw. Wirtschaftsverbände und wurde um 1919 im Inneren durch Fritz August Breuhaus und Ernst Aufseeser umgestaltet. Das Gebäude erlitt beim Luftangriff auf Düsseldorf vom 23. April 1944 Bombenschäden, die Ruine wurde später abgebrochen.

## Lage und Umgebung
An der mit Ahornbäumen bepflanzten Hofgartenstraße – mit bester Aussicht auf den Hofgarten – war „eine Reihe gediegener Häuser des letzten Drittels des 19. Jahrhunderts“ entstanden. Diese großbürgerlichen Wohnhäuser wurden im Laufe der Zeit vielfach von Unternehmen und Banken zu Bürogebäuden umgenutzt. Bei dem Luftangriff auf Düsseldorf vom 23. April 1944 wurden die meisten Häuser der Hofgartenstraße stark beschädigt oder völlig zerstört.

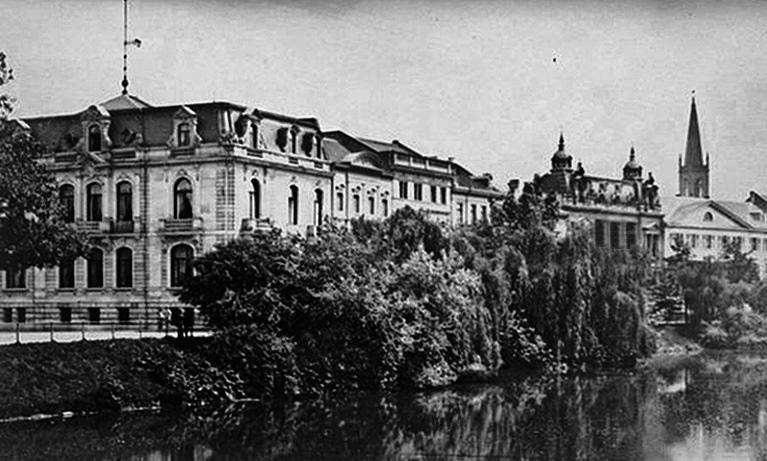
Hofgartenstraße, Haus F. Haniel (vorne links), Wohnhaus Ernst Cramer (rechts).
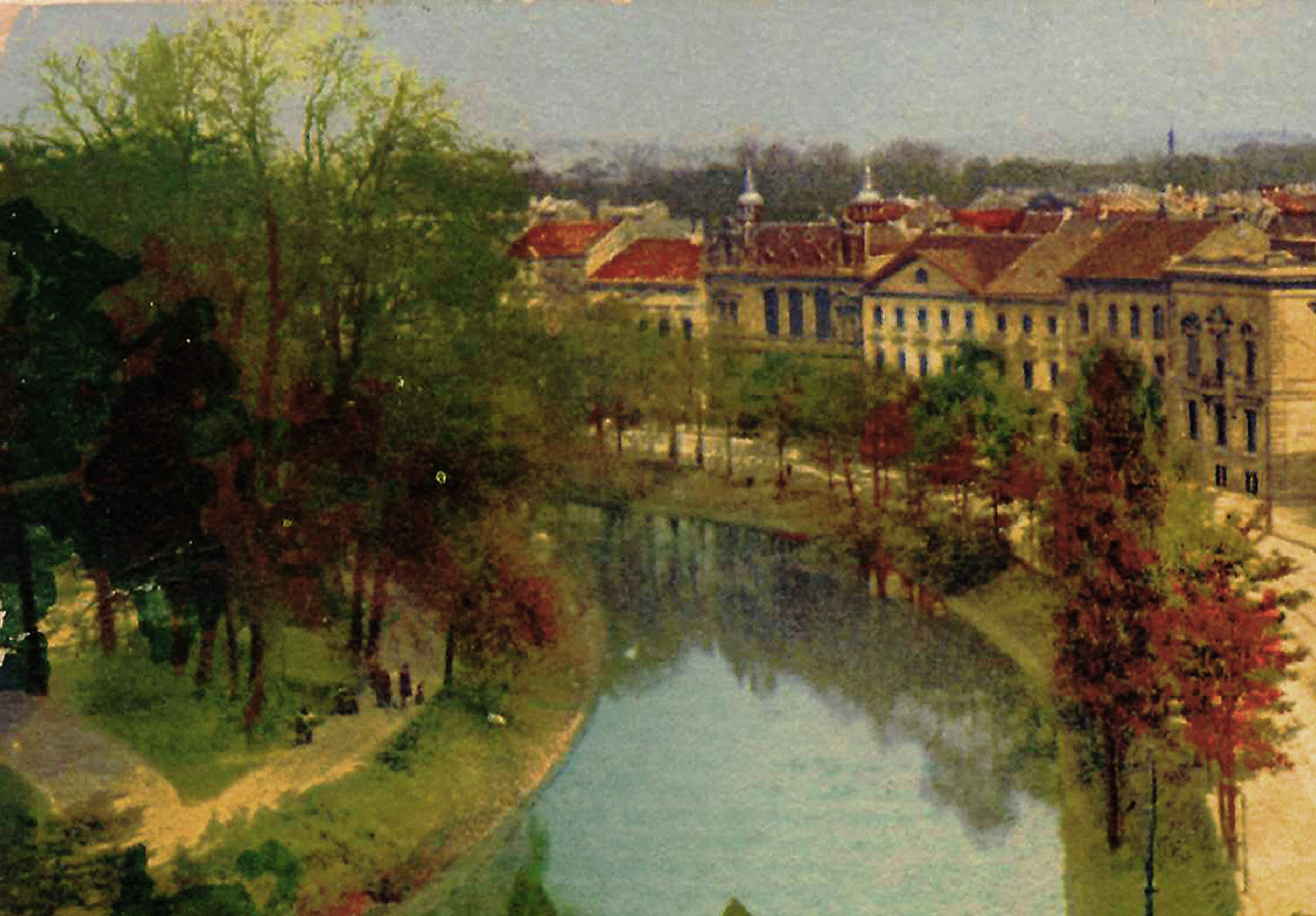
Hofgarten (links) und Wohnhaus Ernst Cramer (Mitte)
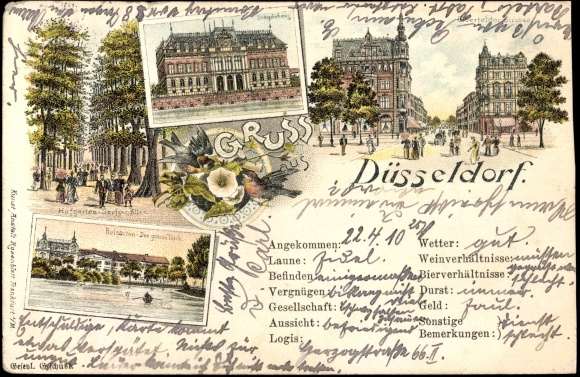
Ansichtskarte

## Bau- und Nutzungsgeschichte

### Vorgeschichte
Für die Adresse Hofgartenstraße 6 werden in den Düsseldorfer Adressbüchern verschiedene Bewohner genannt: für das Jahr 1880 die Geschwister Vogts, für das Jahr 1883 der Stadt-Rentmeister Aloys Lücker, eine Witwe Haller geb. Brewer und eine Maria Brewer, für 1885 der Stadt-Rentmeister Lücker, Maria Brewer sowie ein Kaufmann Greven.

Bewohner 1880–1885
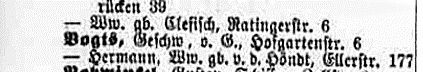
Vogts, Geschw., o. G. (= ohne Gewerbe), Hofgartenstr. 6 (Düsseldorfer Adressbuch von 1880)
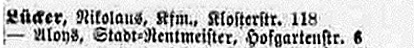
Lücker, Aloys, Stadt-Rentmeister, Hofgartenstr. 6 (Adressbuch der Oberbürgermeisterei Düsseldorf für 1883, Erster Theil, S. 113)
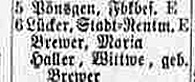
(Hofgartenstr.) 6 Lücker, Stadt-Rentm. E. (= Eigentümer) Brewer, Maria Haller, Witwe geb. Brewer (Adressbuch der Oberbürgermeisterei Düsseldorf für 1883, Zweiter Theil, S. 55.)
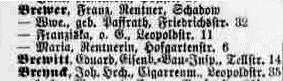
Brewer, Maria, Rentnerin, Hofgartenstr. 6 (Düsseldorfer Adressbuch von 1885)
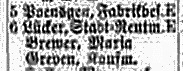
(Hofgartenstraße) 6: Lücker, Stadt-Rentm., E. Brewer, Maria Greven, Kaufm. (Adressbuch der Oberbürgermeisterei Düsseldorf für 1885, II. Theil, S. 57).

- (Hofgartenstr.) 6
Lücker, Stadt-Rentm. E. (= Eigentümer)
Brewer, Maria
Haller, Witwe geb. Brewer
(Adressbuch der Oberbürgermeisterei Düsseldorf für 1883, Zweiter Theil, S. 55.)
- Brewer, Maria, Rentnerin, Hofgartenstr. 6 (Düsseldorfer Adressbuch von 1885)
- (Hofgartenstraße) 6:
Lücker, Stadt-Rentm., E.
Brewer, Maria
Greven, Kaufm.
(Adressbuch der Oberbürgermeisterei Düsseldorf für 1885, II. Theil, S. 57).

### Das Haus und sein Bauherr
Die Inneneinrichtung und Nutzung des Hauses wurden 1904 in der Publikation Düsseldorf und seine Bauten beschrieben. Demnach waren im Erdgeschoss die Wohn- und Gesellschaftsräume sowie die Küche mit Nebenräumen untergebracht, im Obergeschoss lagen die Schlafräume. Nach der Beschriftung des dort wiedergegebenen Grundrisses befanden sich im Erdgeschoss der „Thorweg“ (Durchfahrt), das Vestibül, das Empfangszimmer, das Wohnzimmer, der Salon, der Speisesaal, das Rauchzimmer, die bedeckte Terrasse, die freie Terrasse, der Wintergarten, die Küche, das Vorratszimmer, die Anrichte, die Dienertreppe, das Billardzimmer und ein Closet (Toilette). Im Obergeschoss befanden sich das Fremdenzimmer, das Frühstückszimmer, die Toilette, das Schlafzimmer, das Badezimmer, ein Closet, ein Balkon, das Bügelzimmer, zwei Mägdezimmer, die Dienertreppe, das Dienerzimmer, die Bleiche, die Halle und die Loggia.
Der Unternehmer Ernst Cramer (* 27. September 1833; † 22. Januar 1902) war Aufsichtsratsvorsitzender der Gesellschaft für Baumwollindustrie, vormals Ludwig & Gustav Cramer.

Ernst Cramer (Vors. d. Baumwollindustrie) und [Hofgartenstr.] 6/7 Cramer, Ernst.
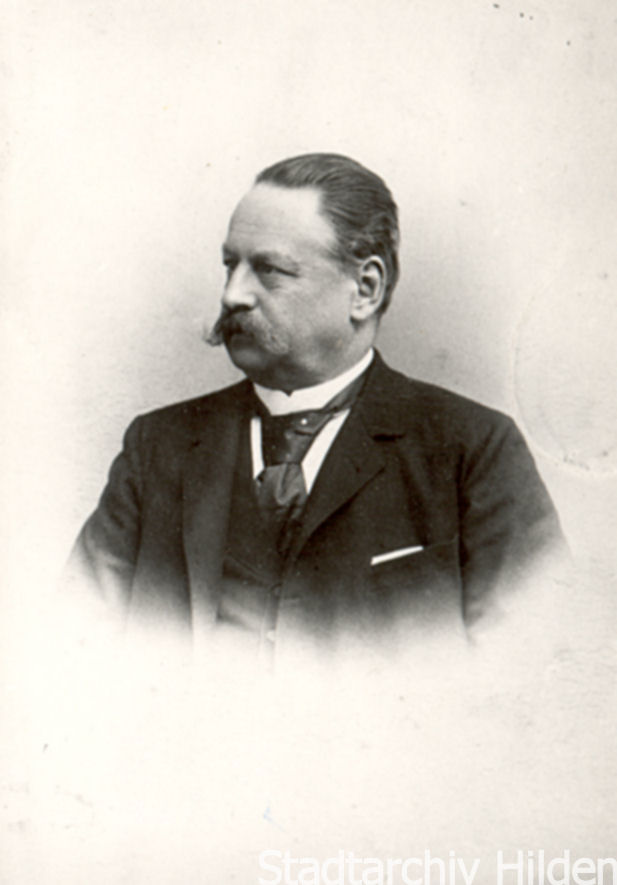
Ernst Cramer (1833–1902)
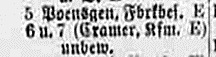
(Hofgartenstraße) 6 und 7 (Cramer, Kfm., E.) unbew. (= unbewohnt, also wohl noch nicht bezugsfertig) (Adressbuch der Oberbürgermeisterei Düsseldorf für 1886, II. Theil, S. 59.)
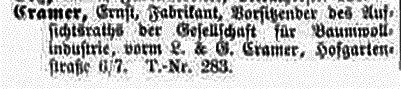
Cramer, Ernst. Fabrikant, Vorsitzender des Aufsichtsraths der Gesellschaft für Baumwollindustrie, vorm. Ludwig & Gustav Cramer, Hofgartenstraße 6 und 7 (Adressbuch der Oberbürgermeisterei Düsseldorf für 1889, Erster Theil, S. 45.)
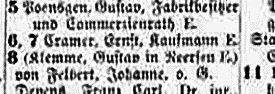
Hofgartenstr. 6/7 Cramer, Ernst (Adressbuch der Oberbürgermeisterei Düsseldorf für das Jahr 1890 Zweiter Theil, S. 121)
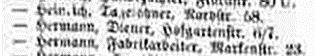
(Familienname abgeschnitten), Hermann, Diener, Hofgartenstr. 6 und 7 (Düsseldorfer Adressbuch 1900)

### Die spätere Nutzung

Düsseldorfer Adressbuch 1911

Das Haus wird im Düsseldorfer Adressbuch von 1911 als der Sitz der Deutsche Drahtwalzwerke AG mit den Direktoren Dr. Buchmann und Carl Cyriax erwähnt.
Im Jahre 1929 wird das Haus im Almanach Handbuch des öffentlichen Lebens als Sitz des Wirtschaftsverbands des deutschen Drahtgewerbes mit den Direktoren Hobrecker (in Westfälische Drahtindustrie in Hamm) und Wilhelm Moser erwähnt. Gleichzeitig beherbergte das Haus auch die Verkaufsstelle der Vereinigte Deutsche Drahtgeflecht-Fabriken GmbH mit den Direktoren Baldner und Cyriax. Noch im Jahre 1933 war das Haus Sitz der Deutsche Drahtwalzwerke AG.
Die Drahtindustrie spielte eine bedeutende Rolle in der Düsseldorfer Wirtschaft: „Geradezu den ersten Platz in der deutschen Industrie und noch weit darüber hinaus nimmt Düsseldorf mit der Herstellung [… von] Stahlrohren ein […] Dazu treten Stahlwerke […] und Drahtwalzwerke, Drahziehereien […]“

## Kunstgeschichtliche Bedeutung

### Boldt und Frings – Monumentalarchitektur der italienischen Neorenaissance (1885/1886)
Das Haus Hofgartenstraße 6 in Düsseldorf wurde 1885/1886 nach Entwürfen der Architekten August Boldt und Josef Frings für Ernst Cramer im Stil der historistischen Monumentalarchitektur erbaut. Eine Aufriss- und Grundrisszeichnung stammt aus dem Jahre 1885.

„Aus den 80er Jahren stammt das Haus Hofgartenstraße 6 von den Architekten Boldt & Frings (Abb. 602) … Die monumentale Fassade mit der breiten Loggia im Obergeschosse zeigt die Formen italienischer Renaissance.“

Im Obergeschoss besaß die Fassade durch Karyatiden gegliederte und übergiebelte Zwillingsfenster.

### Ernst Aufseeser – Innenarchitektur 1919/1920
In der Zeitschrift Feuer – einer „Rheinischen Kunstzeitschrift großen Stils“ – präsentierte Karl Koetschau 1919/1920 eine Raumdekoration des Akademieprofessors Ernst Aufseeser für die Klubräume im Düsseldorfer Wohnhaus Hofgartenstraße 6. Es zeichnete sich dabei durch seinen modernen Stil aus:

„Die vom Auftraggeber vorgegebene behutsame Umgestaltung der historischen Räume durch den Architekten Fritz August Breuhaus beschränkte sich auf die „bessere“, d.h. hellere „farbige Gesamtgestaltung“ und die Ausstattung mit schlichten Möbeln. Allein der von Aufseeser mit Wandmalereien versehene Spielraum kann als konsequent modern angesprochen werden: sattgrüne Decke, blaugrüne Gardinen, grünlicher Fußbodenbelag, hellbraune Samtvorhänge in den Türen und vor allem helle Wände in ockerfarbig gebrochenen Weiß, die von einer rahmenden grünen Borte begrenzt waren. Hier hinein setzte Aufseeser seine im wesentlichen aus Flecken der Primärfarben aufgebauten phantastischen Figuren, Blätter und Blumen. (...) Zurecht sieht Koetschau den Hauptvorzug darin, dass hier einmal unter Vermeidung alles Bildmäßigen, aller perspektivischen Künste und Künsteleien reine Flächendekoration gegeben ist. Offenbar fiel dies aber bestimmten behäbigen bürgerlichen Düsseldorfer Kreisen doch zu modern aus, so dass kurz nach ihrer Fertigstellung die hellen leuchtenden Malereien wieder unter einer dunklen Tapete verborgen.“